# 鳥潟和道
鳥潟 和道 （とりかた かずみち、1997年12月31日 - ）は、日本の俳優。秋田県出身。第28回ジュノン・スーパーボーイ・コンテストファイナリスト。

## 出演

### ショートムービー
- 尾鷲物産 - 世界の尾鷲（せかいのおわせ）